# Bithorax-комплекс
Bithorax комплекс (BX-C) — группа гомеозисных генов дрозофилы, контролирующих дифференциацию сегментов брюшка и задних груди. Гены BX-C расположены в III хромосоме. При мутации этих генов происходит повторение второго грудного сегмента, по сути появляется добавочная вторая грудь. Это может привести к появлению второй пары крыльев и в целом к дублированию груди в разной степени.
Комплекс включает следующие гены: Ultrabithorax (Ubx), Abdominal A (abd-A) и Abdominal B (Abd-B).
Кальвин Бриджес обнаружил мутацию/гены комплекса Bithorax летом 1915 года. Название для данной группы генов предложил Эдвард Льюис, который впоследствии много работал с комплексом Bithorax. В результате этой работы им была сформулирована модель классической эволюционной биологии развития, опубликованная в Nature в 1978 году, за которую он получил Нобелевскую премию.